# Ekopark Ejheden
Ejheden är en 6 891 hektar stor ekopark i Rättvik i Dalarna, ungefär 30 kilometer norr om Furudal. I ekoparken finns flera stora sjöar och vattendrag, bland annat Storejen, Lillejen, Tansen, Storhåven och Snotten. Ekoparken är präglad av den stora skogsbrand som härjade i slutet av 1800-talet (1888).
Ekoparkens högsta punkt är Lilltrollmossberget med utsikt över Stor-Trollmossjön och Lill-Trollmossjön. Toppen befinner sig 452 meter över havet.

## Historik
Ekoparken har lånat sitt namn av den i ekoparken centralt belägna byn Ejheden. Byn är sedan 1960-talet obebodd, men hade på 1800-talet hundratalet innevånare. Hela området har under tidigare århundraden varit befolkat. Fornlämningar visar att området haft bofast befolkning runt Storejen redan under stenåldern.

## Namnet
Själva namnet ”ejen”, som ingår i bynamnet Ejheden och sjönamnen Storejen och Lillejen kan härledas tillbaka till 1600-talet. Stavningen löd ”eyn” och betyder ”sjö som är rik på holmar och öar”.

## Flora och fauna
Karaktärsarter för området är varglav, lunglav och doftticka. Ejheden ligger i ett av Europas kärnområden för brandinsekter. Här finns bland annat den släta tallkapuschongbaggen som lägger ägg endast i bränd tall- och granbark. Här finns också raggbock och reliktbock, arter som behöver gammal tall som är solexponerad, något som fanns gott om i äldre tiders brandpräglade skogar.

## Den siste vargjägaren
I norra delarna av ekoparken finns spår efter Sveriges kanske ende professionelle vargjägare någonsin, Walfrid Enocksson. Efter att ha jagat varg i Lappland bodde han på 1950-talet i en grävd jordkula i området. Han lät även bygga en stuga, som fortfarande går att besöka.

## Ekoparkens framtid[3]
| Naturtyper med höga naturvärden | Utgångsläge 2007 | Restaurering | I framtiden |
| ------------------------------- | ---------------- | ------------ | ----------- |
| Tallnaturskog                   | 21 %             | 5 %          | 26 %        |
| Lövrik barrnaturskog            | 7 %              | 2 %          | 9 %         |
| Lövnaturskog                    | 5 %              | 2 %          | 7 %         |
| Grannaturskog                   | 4 %              | < 1 %        | 4 %         |
| Summa skog med höga naturvärden | 37 %             | 9 %          | 46 %        |